# Vorotnaberd
Vorotnaberd (en armeni: Որոտանաբերդ), també conegut com a Castell de David Bek) és una important fortalesa al llarg d'una cresta amb vista a la gola del riu Vorotan, entre les localitats de Vaghatin i Vorotan a la província de Siunik d'Armènia. El castell-fortalesa es troba a 1.365 metres sobre el nivell del mar.

## Història
Vorotnaberd va ser destruïda diverses vegades per invasions estrangeres. L'any 1104 i possiblement també el 1219 la dinastia selyúcida va atacar la fortalesa i el proper monestir de Vorotnavank a 3 quilòmetres al nord-oest. Ivane Zakarian va alliberar el castell del poder de l'enemic i va passar el control de Vorotnavank i Voronaberd a Liparit Orbelian pertanyent a la noble família d'Orbelian, els quals van realitzar les reparacions en el proper monestir per aconseguir el seu nou funcionament.
Altres invasions que va sofrir la fortalesa va ser la dels mongols-tàrtars al voltant de 1236, i més tard per va ser assetjada per l'exèrcit de Timur Lenk el 1386. Durant els setges de les forces estrangeres es va utilitzar un passadís subterrani que la connectava amb el riu Vorotan.
L'any 1724 David Bek, un militar armeni, va prendre el control de Vorotnaberd llavors sota el poder del Melik Baghri, aquest incident va fer que les persones que vivien a la regió comencessin a cridar a la fortalesa pel nom del «Castell de David Bek».

## Galeria

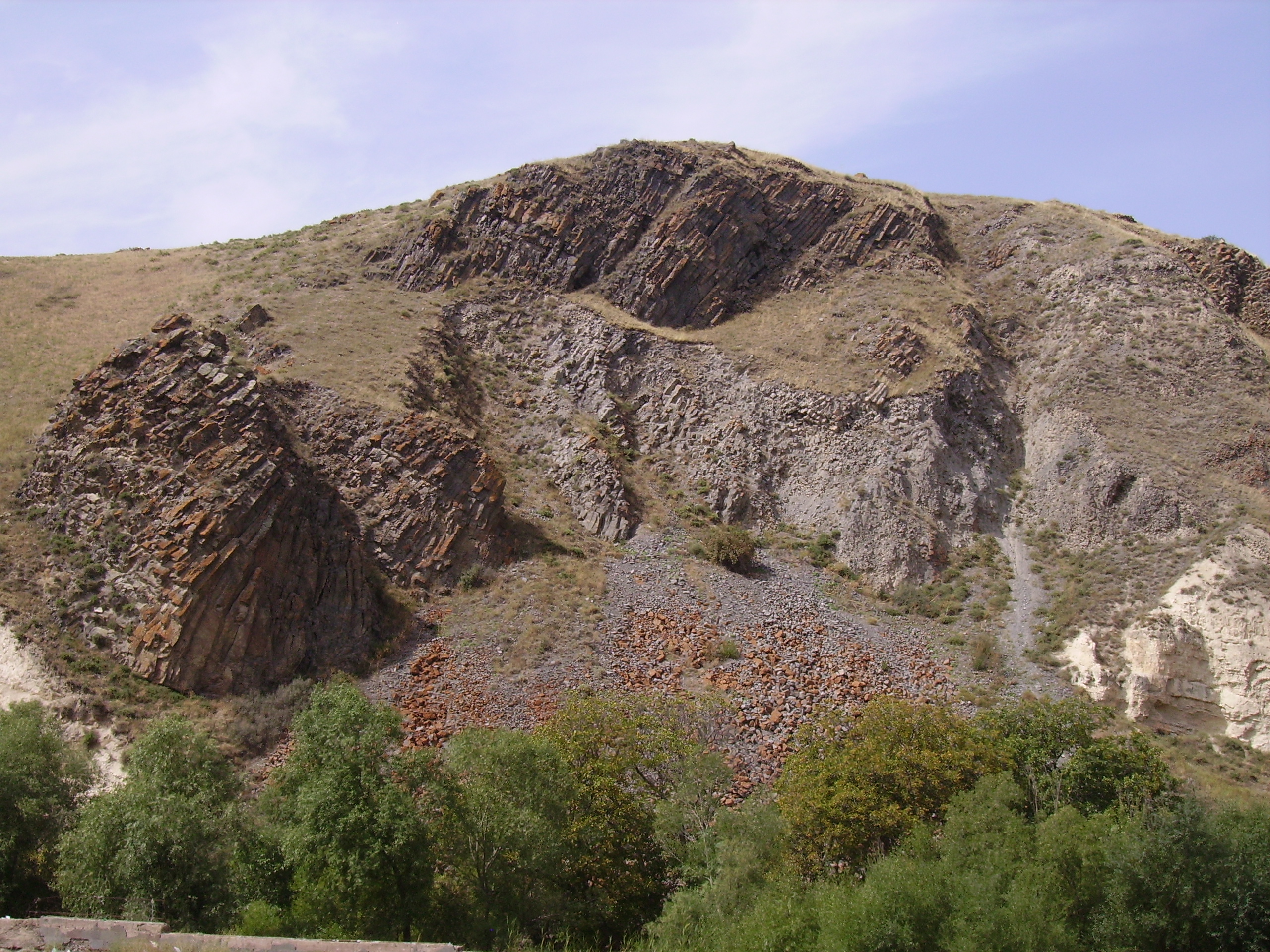
Vista de Vorotnaberd.
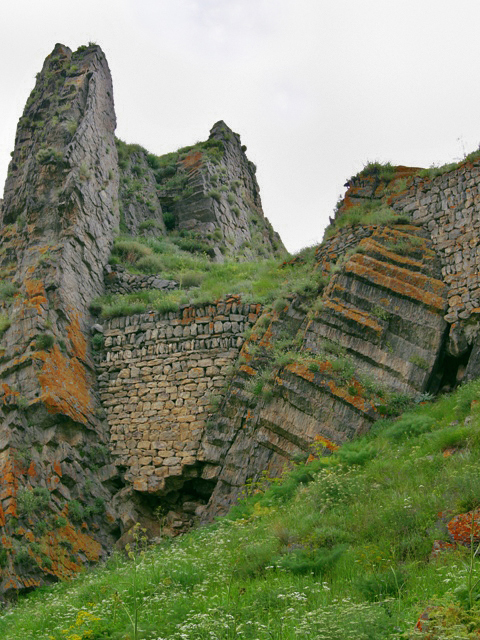
Resta d'un mur..
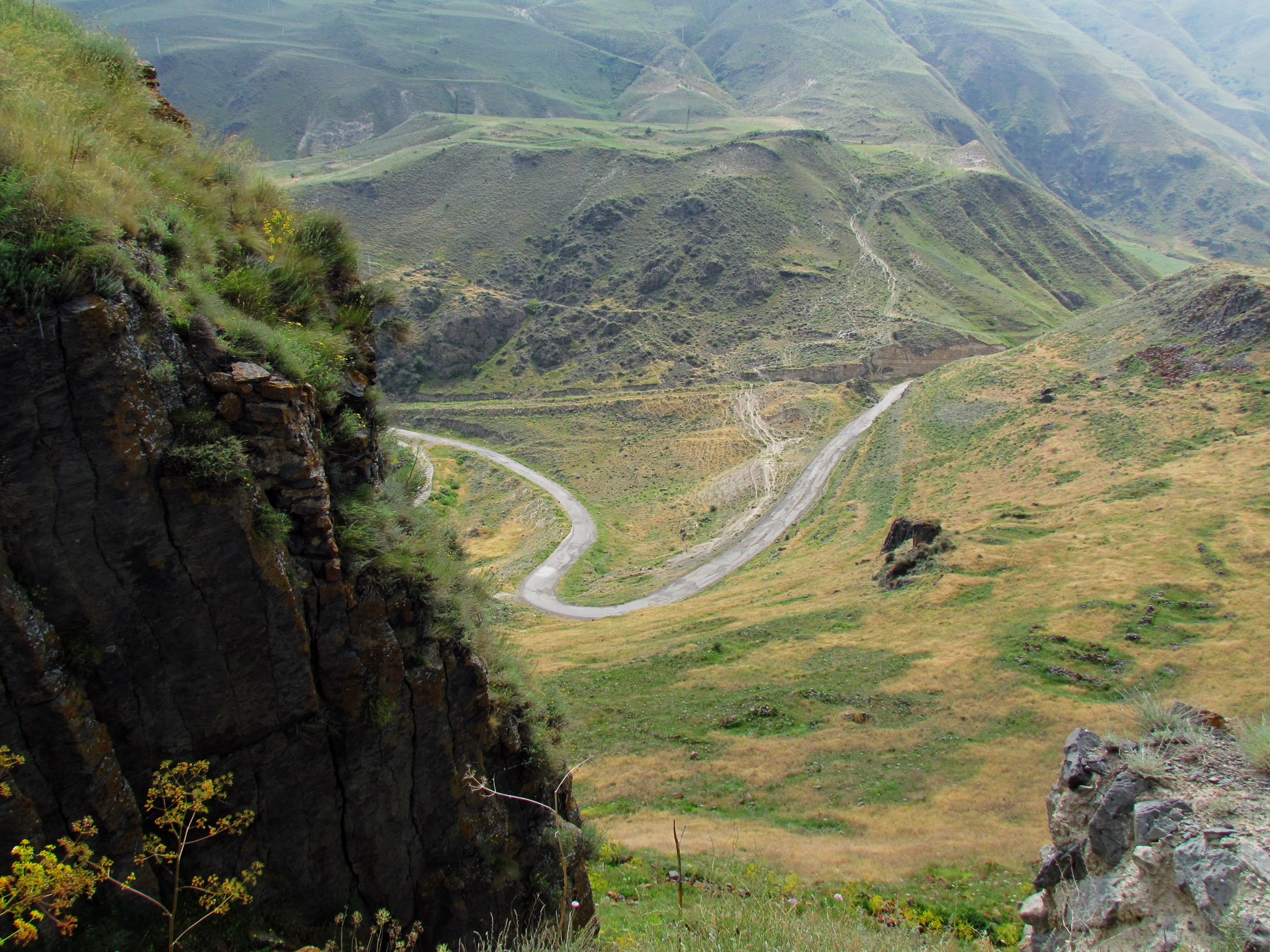
Vista general.
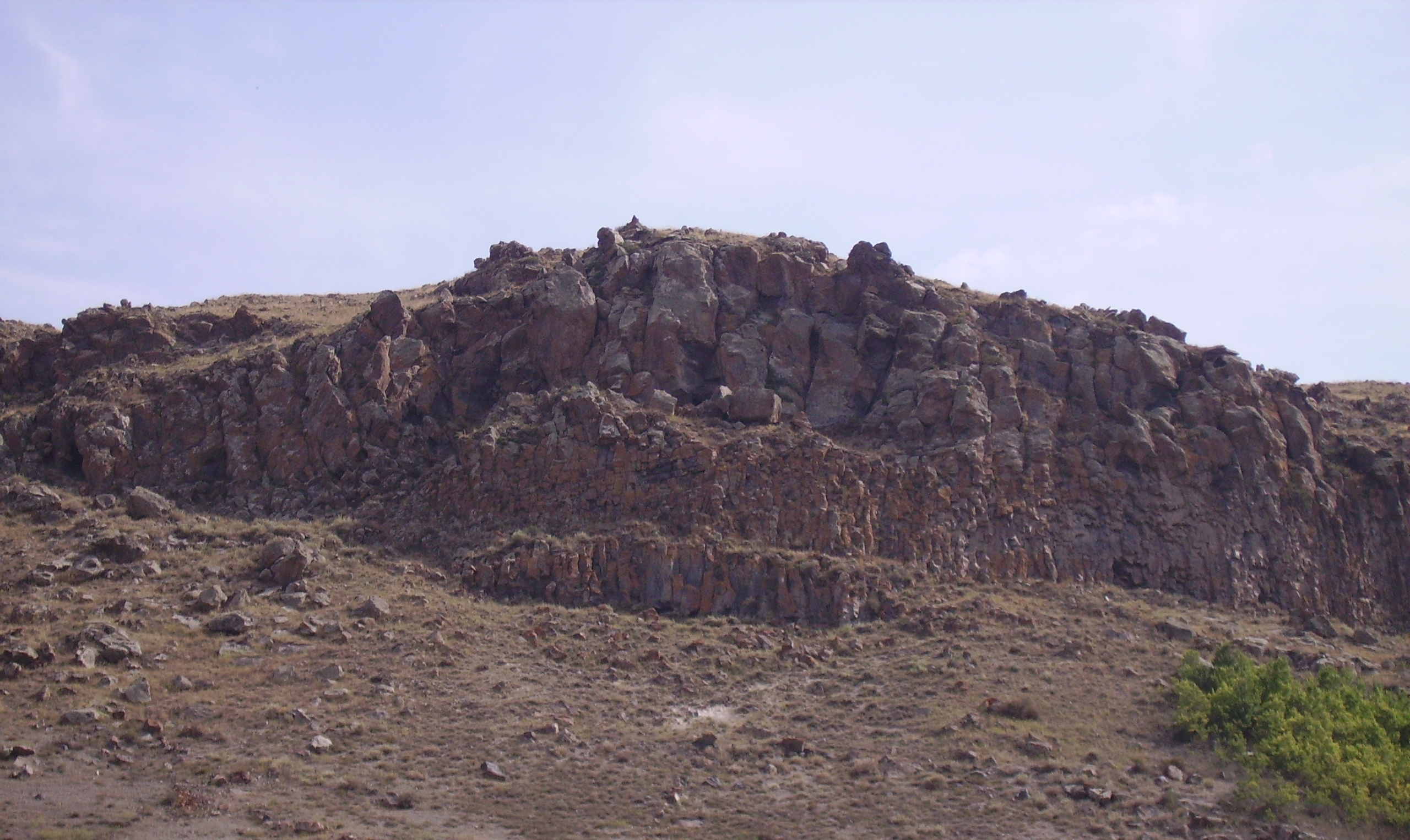
Restes de la fortalesa.